# 安定 (高句麗)
安定（あんてい、生没年不詳）は、高句麗の使者。

## 概要
『日本書紀』によると、継体天皇十年（516年）百済の使節・斯那奴阿比多、百済の将軍・灼莫古、高句麗の使者・安定がともに来日し、日本との修好につとめたという。